# Castello di Medesano
Il castello di Medesano era un maniero medievale, che sorgeva sul Poggio a Medesano, in provincia di Parma.

## Storia
Il primo castello fu edificato tra il 1140 e il 1145 per volere di Oberto I Pallavicino, probabilmente sui resti dell'antico Castrum Medexani, eretto dai Romani a presidio dell'accesso alla val di Taro, attraversata dalla Via Aemilia Scauri; la posizione sopraelevata in prossimità del fiume, accanto ai primi rilievi appenninici, si rivelava infatti strategica anche in epoca medievale, in quanto consentiva il controllo dei traffici lungo la via Francigena.
Il Marchese vi insediò il figlio Delfino, che nel 1150 subì l'assalto delle truppe del fratello Guglielmo; il maniero fu distrutto e subito riedificato, ma nel 1162 fu nuovamente devastato dai piacentini aiutati dai borghigiani. Nel 1189 l'imperatore Federico Barbarossa confermò i diritti feudali a Oberto I.
Nel 1247, in seguito alla presa del potere da parte dei guelfi nella ghibellina Parma, da cui dipendeva Medesano, Federico II di Svevia mosse contro la città. Nel 1248 il suo esercito, guidato dal marchese Manfredo II Lancia, attaccò ed espugnò il castello medesanese, distruggendolo; Federico II lo fece ricostruire e lo assegnò al marchese Oberto II Pallavicino. Tuttavia nel 1249 i parmigiani, forti della vittoria nella battaglia contro l'imperatore, riconquistarono il maniero, che tre anni dopo fu nuovamente attaccato dai fuoriusciti ghibellini; i guelfi parmigiani, appoggiati dal legato pontificio Gregorio da Montelongo e aiutati dai piacentini, contrattaccarono e Oberto fu costretto alla resa. Nel 1267 il Pallavicino escogitò uno stratagemma che spinse i castellani fuori dalle mura del forte, che riprese facilmente e successivamente distrusse; il maniero, ancora riedificato, fu riconquistato nel 1297 dai parmigiani.
Nel 1312 il ghibellino Jacopo da Cornazzano, alleato dei Rossi, espugnò il forte sottraendolo al Signore di Parma Giberto III da Correggio, depredò le campagne vicine e diede alle fiamme l'abbazia di Fontevivo; per rappresaglia, l'anno seguente i guelfi appiccarono un incendio al castello di Medesano, che fu completamente distrutto e successivamente ricostruito dai Rossi. Tuttavia, nel 1335 il maniero fu nuovamente attaccato ed espugnato dai guelfi parmigiani.
Nel 1395 la fortificazione fu riconquistata dai Pallavicino, ma nel 1403 fu saccheggiata con il borgo adiacente da Niccolò Pallavicino, loro discendente; ne approfittarono i Da Correggio, che se ne impossessarono. Nel 1416 il marchese Antonio Pallavicino convinse il duca Filippo Maria Visconti a imporre le restituzione del castello a Galeazzo da Correggio, che tuttavia rifiutò e, attaccato dalle truppe milanesi, preferì darlo alle fiamme piuttosto che consegnarlo intatto al nemico. Il maniero, successivamente ricostruito, passò sotto il controllo di Ludovico il Moro.
Nel 1495, al termine della battaglia di Fornovo, il re di Francia Carlo VIII pernottò nel castello e vi seppellì il fratello morto in battaglia.
In seguito Medesano perse l'importanza strategica fino ad allora mantenuta; venute meno le esigenze difensive, il castello, costituito da un torrione con adiacente residenza del bargello, cadde in profondo declino e fu assegnato dapprima ai Mischi e successivamente ai Sanvitale; da questi ultimi la proprietà passò alla Camera ducale, per essere venduta nella seconda metà del XVIII secolo ai nobili Grossardi, che possedevano già dal XVII secolo una villa e svariati ettari di terreno a Medesano.

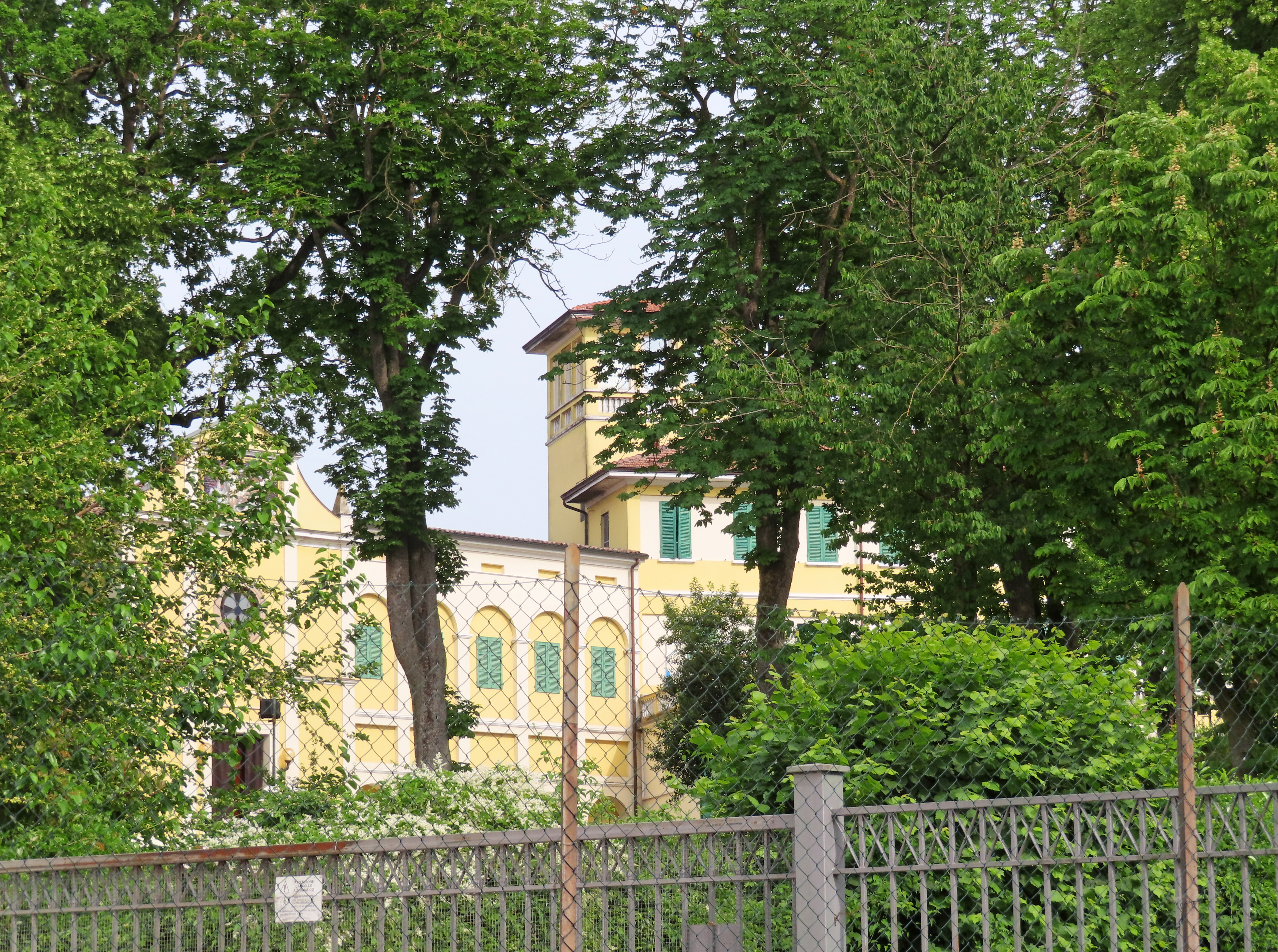
Il Poggio

Sul luogo del maniero Angelo Grossardi, capitano ducale dal 1741, fece costruire una sontuosa villa, con chiesetta e teatrino privati. Nei primi anni del XX secolo l'ambasciatore Antonio Grossardi, ereditata la proprietà dallo zio Pompeo, la alienò all'ordine delle suore di Santa Cecilia, che trasformarono l'edificio in monastero; la struttura fu successivamente acquistata da un imprenditore locale che la riconvertì in salumificio.